# Dominika Eristavi
Dominika Eristavi (en georgiano: დომინიკა ერისთავი), cuyo seudónimo fue Gandegili, (Distrito de Vini, 28 de octubre de 1864-Tiflis, 24 de enero de 1929) fue una destacada escritora y traductora georgiana.

## Biografía
Dominika Eristavi nació el 28 de octubre de 1864 en el distrito de Vani . Su primer poema, "Los restos de Baratashvili volverán a ser enterrados", fue publicado en 1893, en el periódico Iveria. Varios de sus poemas y prosa fueron publicados en una amplia variedad de periódicos y revistas nacionales. Gracias a su dominio del idioma georgiano, en 1904 fue nombrada editora de la revista Nobati . En 1914, fue una de la miembros fundadoras de la Sociedad de Mujeres de Georgia. Su habilidad como narradora fue reconocida en 1897, tras la publicación de su cuento, titulado Marine. Eristavi también tradujo obras literarias de autores como Heinrich Heine, Ivan Turguénev y Máximo Gorki .
Bajo el seudónimo de Gandegili, Eristavi publicó una recopilación de poemas y cuentos en 1910, y un poemario en 1918.
Eristavi fue una firme defensora de los derechos de las mujeres . Criticando la ausencia de mujeres en reuniones de sociedades culturales, en 1916, comentó: "Las mujeres georgianas nunca han dejado de revelar capacidades al menos, si no mayores, iguales a las de los hombre en todas las áreas, pero estas reuniones de sociedades culturales no demuestra ser lo bastante cultural como para concederle un lugar digno a las mujeres georgianas, a quienes nuestros antepasados apreciaban mucho más que a nuestros contemporáneos".
Eristavi falleció en Tiflis el 24 de enero de 1929.